# Конотоп Аліна Володимирівна
Конотоп Аліна Володимирівна (22 жовтня 1987 р., с. Липове, Глобинського р-н., Полтавської обл.) — українська письменниця, есеїстка, етнографка, художниця (сучасна представниця Наївного мистецтва),блогер, журналістка, мисткиня, громадська діячка.

## Життєпис

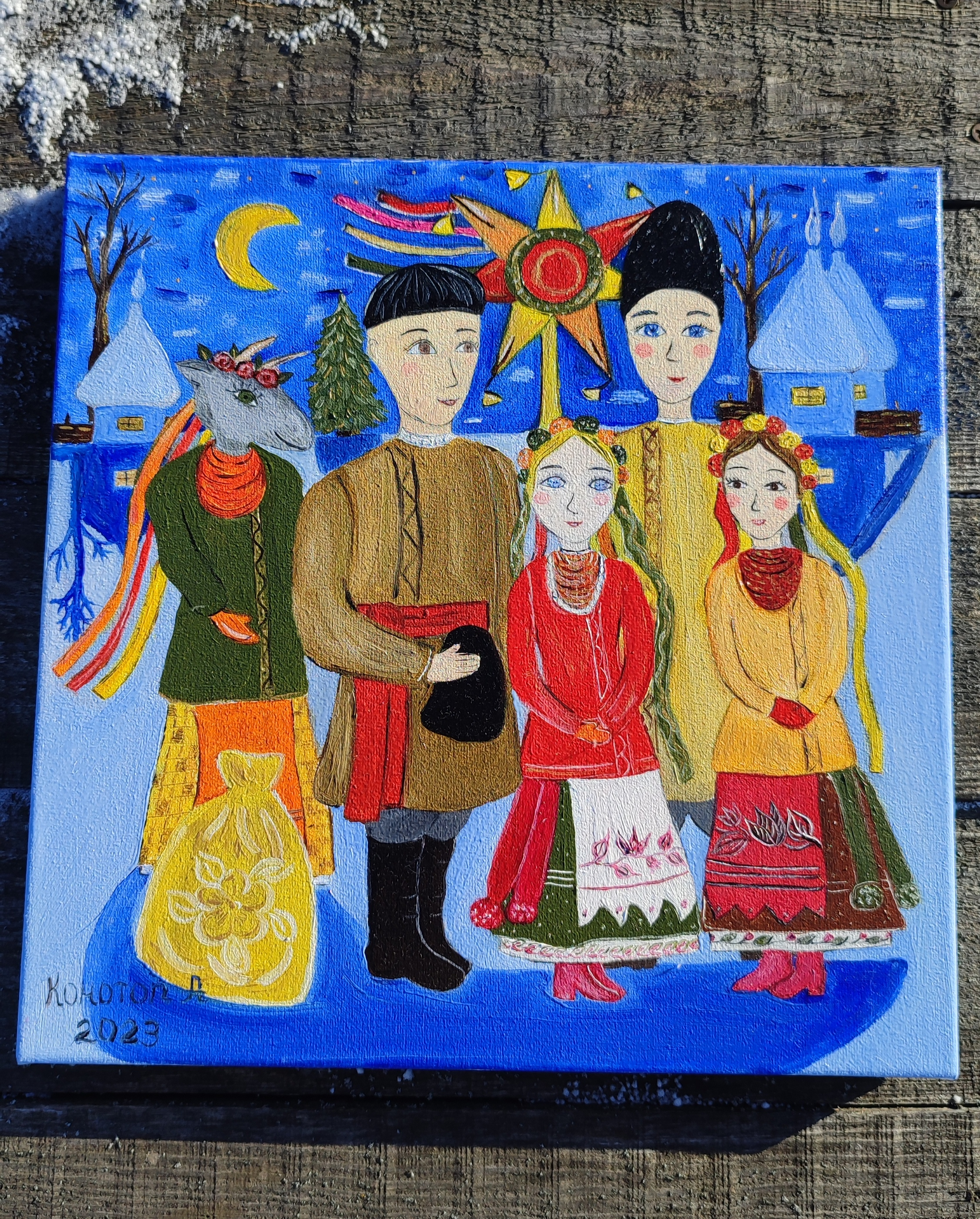
Картина в стилі Наїву Конотоп Аліна Володимирівна
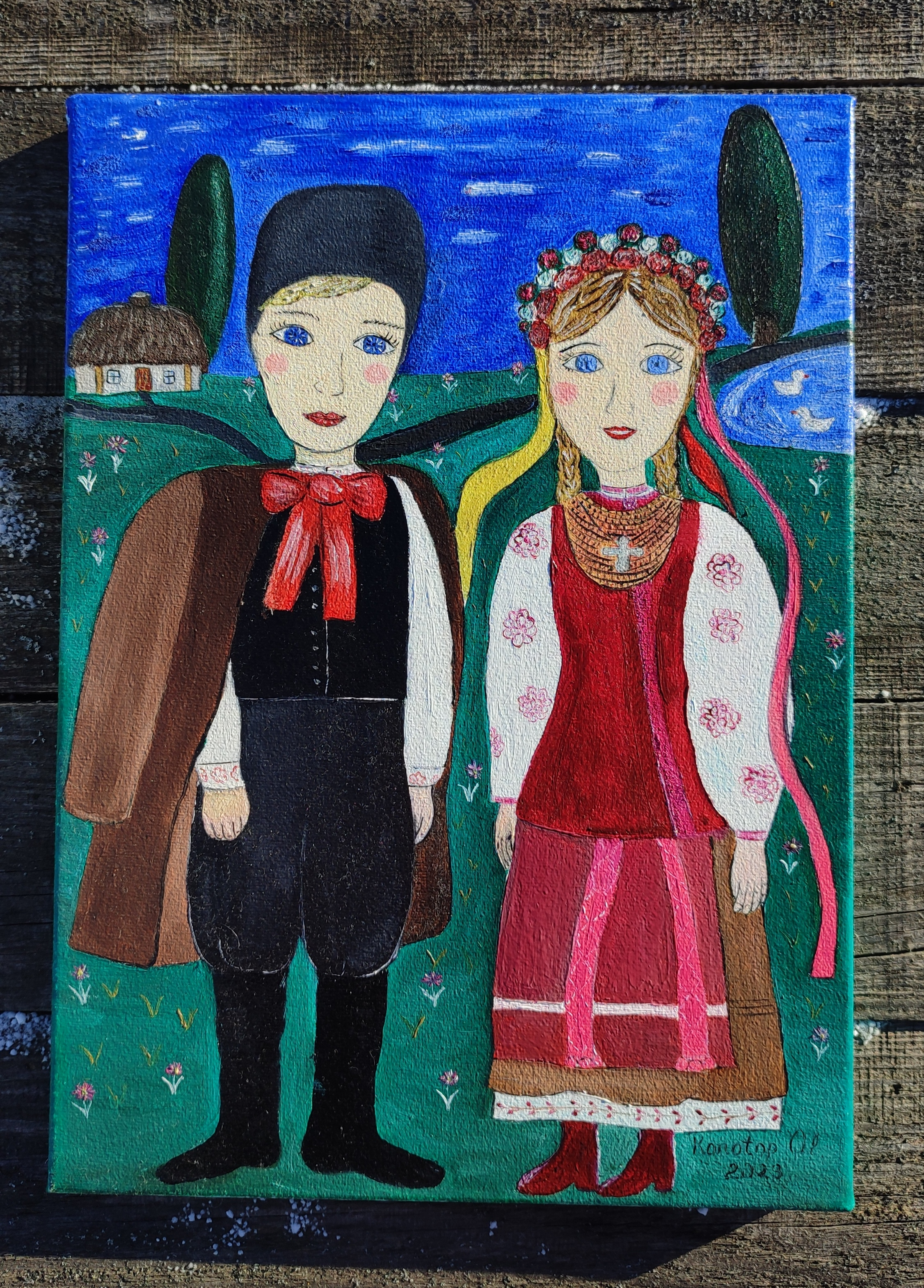

Аліна Конотоп народилася 22 жовтня 1987 року.
Прадід Аліни Яковенко Максим (1887—1938) — жертва сталінського терору, був розстріляний 17 травня 1938 року у Полтаві за ст. ст. 54-10 ч. 1, 54-11 КК УРСР «Антирадянська агітація та пропаганда». Реабілітований Полтавським обласним судом 22 травня 1959 р.
Батько Володимир Яковенко (1961 р. н.). Мама Лариса Яковенко (1967—2016). Брат — Євген (1995 р. н.), випусник Національного університету «Острозька академія» (бакалаврат 2014—2018, історія), (2018—2019, магістеріум української філології), з 2016 по 2019 рр. волонтер Музею історії Острозької академії, автор вуличної виставки про єврейську історію Острога. Від 2021 року живе у Польщі. Стажувався у Вроцлавському університеті, навчається на магістерській програмі Студій Східної Європи Варшавського університету. Є автором українських газет "Наш вибір" (Варшава) та "Наше слово" (Варшава).
У 2005 році Аліна закінчила Святилівську ЗОШ (с. Святилівка, Глобинського р-н., Полтавської обл.) У 2010 році закінчила Полтавський національний університет ім. В. Г. Короленка. З 2011 по 2015 рік працювала вчителем української мови і літератури та світової літератури у Великокринківській ЗОШ.
Виховує двох доньок — Алісу (2010 р. н.) і Поліну (2017 р. н).

## Творчість
У 2015 році опублікувала збірку есеїв «Жінка на українських просторах». Сама авторка відносить свою книгу до зразка постфемінізму.
Авторка YouTube-каналу Knowland (станом на 16 липня 2021 р. 4 740 
підписників).
Засновниця Ютуб -каналів "Літераторка", "Naive Konotop art".
Авторка художніх робіт у стилі Наїв. Спробувала себе у новому жанрі - картини на склі.25 липня 2024 року відбулося відкриття виставки "Світ кольоровий" у Полтавській обласній бібліотеці для юнацтва ім.Олеся Гончара. На виставці були представлені картини на склі в стилі Наїв.
Засновниця сторінок в Instagram @etnokhatka_poltava_region.
@konotop_art

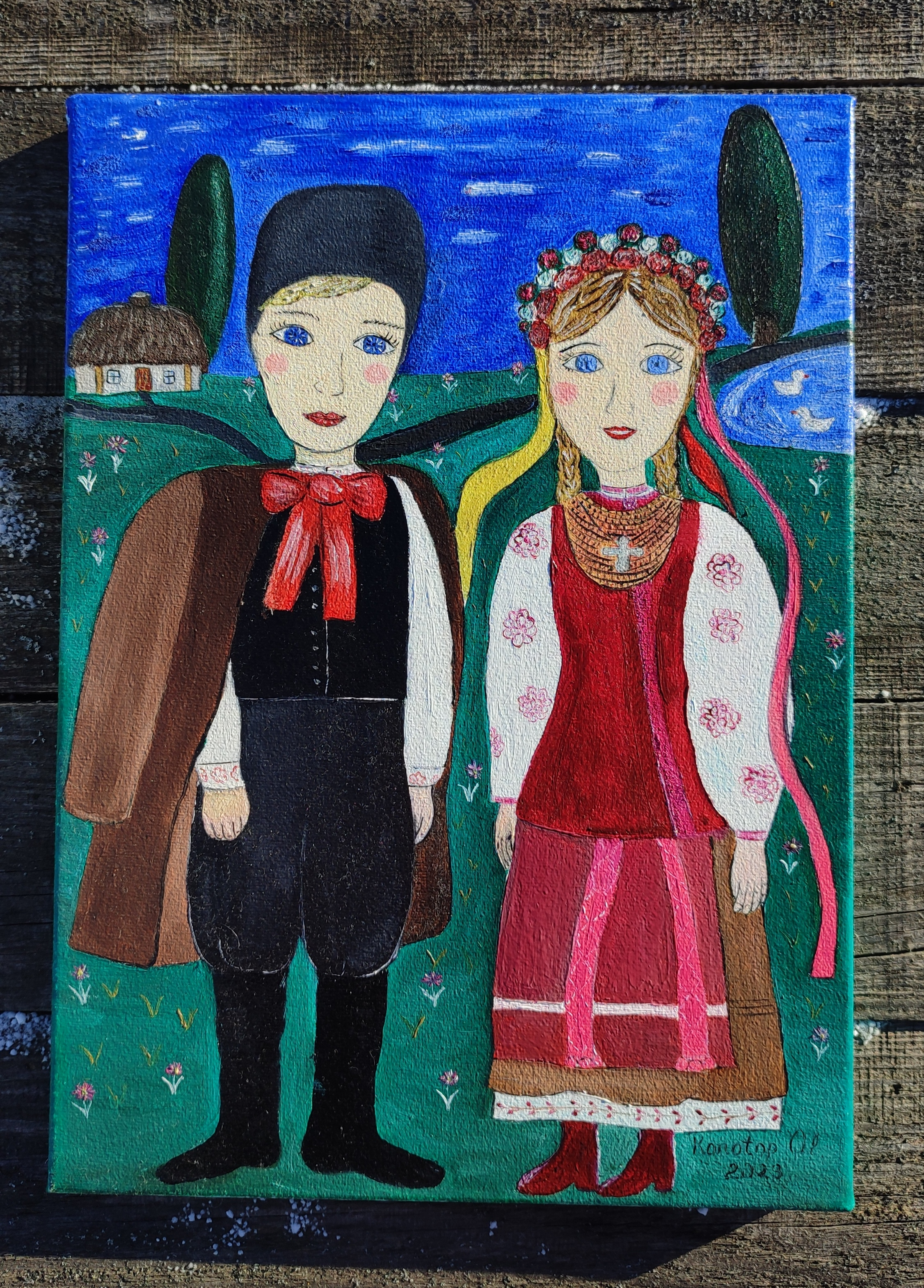
Картина в стилі Наїв Авторка Конотоп Аліна Володимирівна

## Премії та відзнаки
У 2016 році за збірку есеїв «Жінка на українських просторах» отримала Міжнародну українсько-німецької літературну премію ім. О. Гончара.
У 2022 стала лауреатом премії "Дитяча Коронація слова" в номінації збірка віршів для дітей дошкільного віку за збірку віршів "Ялинка у зоринках"